# 경기도평송교육청
경기도평송교육청(京畿道平松敎育廳)은 1952년 6월 4일부터 1995년 6월 1일까지 존속했던 경기도교육청 산하의 교육지원청이다. 1987년 3월 30일에 평택시만을 관할하는 경기도평택교육청이 분리되었으며, 이후 평택군과 송탄시의 학교만을 관할하였다.
1991년에 이름이 평택군교육청에서 평송교육청으로 바뀌었으며, 1995년 6월 1일에 경기도평택교육청에 흡수되었다.

## 연혁
- 1952년 6월 4일 : 교육자치제 실시로 교육법에 의거하여 경기도 평택군교육구청 발족
- 1962년 1월 1일 : 교육자치제 폐지로 평택군청에 통합, 평택군청 교육과로 변경
- 1964년 1월 1일 : 평택군교육청 설치
- 1987년 3월 30일 : 평택군교육청에서 평택시교육청 분리
- 1991년 3월 26일 : 평택군교육청이 경기도평송교육청으로, 평택시교육청이 경기도평택교육청으로 변경
- 1995년 6월 1일 : 경기도평송교육청이 경기도평택교육청에 흡수되어 사라짐

## 같이 보기
- 경기도평택교육지원청 (1987년에 분리된 평택시 관할 교육청)